# Бен Карсон
Бенджамін Соломон «Бен» Карсон-старший (англ. Benjamin Solomon «Ben» Carson Sr.; нар. 18 вересня 1951, Детройт, Мічиган) — американський нейрохірург і політик. Перший хірург, який успішно відокремив сіамських близнюків зі з'єднаними головами. Міністр житлового будівництва і міського розвитку США з 2017 року.

## Біографія
Після закінчення Єльського університету, Карсон вступив до Медичної школи Університету штату Мічиган, а потім був прийнятий до Університету Джона Гопкінса. У 2008 році Карсон був нагороджений Президентською медаллю Свободи від Джорджа Буша-молодшого. Є директором Дитячої нейрохірургії в Лікарні Джона Хопкінса.
Хоча не був раніше політиком, 3 травня 2015 року оголосив свою кандидатуру для висунення на пост президента США від Республіканської партії на виборах 2016 року. За даними Monmouth University, у вересні 2015 року мав один з найвищих рейтингів.